# Матвеевка (Киевская область)
Матвеевка (укр. Матвіївка) — село, входит в Мироновский район Киевской области Украины.
Население по переписи 2001 года составляло 144 человека. Почтовый индекс — 08830. Телефонный код — 4574. Занимает площадь 5,81 км². Код КОАТУУ — 3222980902.

## Местный совет
08830, Київська обл., Миронівський р-н, с.Вікторівка, вул.Леніна,31